# پردیس سینمایی مرداس
پردیس سینمایی مرداس یک پردیس سینمایی در شهر تهران، ایران است.
این پردیس که در خیابان جمهوری واقع شده در مهر ۱۴۰۲ تأسیس شده و دارای ۴ سالن نمایش و یک سالن تئاتر است. پردیس مرداس در مکان سینما سعدی ساخته شده است.